# لوکاس رویز دیاز
لوکاس رویز دیاز (انگلیسی: Lucas Ruiz Díaz؛ زادهٔ ۱۹ فوریهٔ ۱۹۹۰) بازیکن فوتبال اهل آرژانتین است.